# پیه‌مون، کبک
پیه‌مون (به فرانسوی: Piedmont) شهری در منطقه شهری له پی-دان-او ناحیه لورانتید در استان کبک کانادا است. در سرشماری سال ۲۰۱۱ این شهر ۲٬۲۲۷ نفر جمعیت داشته‌است و مساحت آن ۲۳٫۶۶ کیلومتر مربع است.